# Les Granges-Gontardes
Les Granges-Gontardes település Franciaországban, Drôme megyében. Lakosainak száma 692 fő (2022. január 1.). Les Granges-Gontardes La Garde-Adhémar, Donzère, Malataverne, Roussas és Valaurie községekkel határos.

## Népesség
A település népességének változása:
| Lakosok száma | 304  | 411  | 511  | 592  | 589  | 613  | 643  | 664  | 680  | 692  |
|               | 1968 | 1982 | 1990 | 2006 | 2013 | 2015 | 2017 | 2019 | 2020 | 2022 |